# Prothema signatum
Prothema signatum es una especie de escarabajo longicornio del género Prothema, tribu Prothemini, subfamilia Cerambycinae. Fue descrita científicamente por Pascoe en 1857.

## Descripción
Mide 10-14 milímetros de longitud.

## Distribución
Se distribuye por China, Laos y Vietnam.